# Bruine ophrys
Bruine ophrys of bruine spiegelorchis is de Nederlandstalige naam voor een voormalige orchideeënsoort, Ophrys fusca sensu lato.
Sinds deze is opgesplitst in een tiental nieuwe soorten, is het niet meer duidelijk op welke soort deze naam slaat:
- Ophrys arnoldii Delforge (1999)
- Ophrys bilunulata Risso (1844)
- Ophrys eleonorae Devillers-Terschuren & Devillers (1991)
- Ophrys forestieri (Rchb.f.) Lojacono (1908-1909)
- Ophrys funerea Viviani (1824)
- Ophrys fusca s.s. Link (1799)
- Ophrys lupercalis Devillers-Terschuren & Devillers (1994)
- Ophrys marmorata G. & W.Foelsche (1998)
- Ophrys peraiolae G. & W.Foelsche & O. & M.Gerbaud (2000)
- Ophrys sulcata Devillers-Terschuren & Devillers (1994)
- Ophrys vasconica (O. & E.Danesh) Delforge (1991)
- Ophrys zonata Devillers-Terschuren & Devillers (1994)

De Nederlandstalige naam bruine ophrys slaat op de overheersende kleur van de bloemen.
De bruine ophrys moet niet verward worden met de bruine orchis of purperorchis (Orchis purpurea).